# تیمبرلند
تیمبرلند (انگلیسی: Timberland) شرکت پوشاک آمریکایی است، که در زمینه تولید و توزیع انواع لباس، ساعت مچی، عینک، عینک دودی، محصولات چرمی و به خصوص کفش فعالیت می‌نماید.
شرکت تیمبرلند در سال ۱۹۱۸ در شهر بوستون، ماساچوست راه‌اندازی شد و در سال ۲۰۱۱ توسط کمپانی وی‌اف کورپوریشن به ارزش ۲ میلیارد دلار، خریداری شد. این شرکت در حال حاضر مالک شبکه‌ای از ۱۴۵ فروشگاه در کشورهای ایالات متحده آمریکا، آرژانتین، کانادا، بریتانیا، سنگاپور، شیلی، برزیل و کلمبیا می‌باشد. دفتر مرکزی تیمبرلند در شهر استراتهام، نیوهمپشایر آمریکا قرار دارد.